# 疯城记
《疯城记》（英語：Psychoville）是一部 BBC 出品的暗黑风格的神秘心理惊悚电视情景喜剧，由《绅士联盟》成员里斯·谢尔史密斯和史蒂夫·佩姆伯顿作为编剧和主演。节目从2009年6月18日首播于英國廣播公司第二台。佩贝尔顿和希尔史密斯都扮演了多个角色，唐·弗兰奇和杰森·汤普金斯演出其他角色。第一季之后又一个万圣节特辑，播出于2010年10月31日。这之后，伊美黛·史道頓和以前的配角埃里·阿特金斯、丹尼尔·卡路娅也成为主演。第二季从2011年5月5日开始播出，6月6日结束。里斯·希尔史密斯宣布，此剧将不会有第三季。

## 观剧前需知
这部剧围绕着在英格兰不同地方的五个不同人物：戴维·索尔巴兹（由佩贝尔顿扮演），一个连环杀手-一个痴汉-仍和他妈妈莫琳（希尔史密斯）住一起的孩子；果冻先生（希尔史密斯），一个苦恼的独手儿童艺人；奥斯卡·洛马克斯（佩贝尔顿），一个眼盲的收集填充动物玩具的百万富翁；乔伊·阿斯顿（弗兰奇），一个把练习玩偶当成她真正的孩子的助产士；和罗伯特·格林斯潘（汤普金斯），一个爱上他的白雪公主的认为自己有隔空移物能力的潘托侏儒。这五个人被一个恐吓者联系在一起，他给他们每个人发了一封同样内容的信：“我知道你做过什么。”这部剧的名字取自绅士联盟，当绅士联盟卖到日本和韩国的时候。

## 剧集情节
这部剧描绘了生活在英格兰不同地区的五个人物的多样化的人设，这五个人都被同一个人勒索（参考第七集“穿黑手套的人”），他给他们每个人都发了一封信写着“我知道你做过什么......”在第二集，这个恐吓者给他们留了第二条信息写着，“你杀了她”，在第三集，他们收到了一个录像带，上面是他们在一个地方一起（从几处已经可以看出他们被制度化了）演唱出自音乐剧“约瑟的神奇彩衣”中的“关上每一道门”这首歌。在后面揭晓的是这个机构是乌鸦岭医院。在第五、第六集，他们发现了最终的信息：一个刻着乌鸦的钥匙。至少戴维的信也包含着这个信息“我等着......”
最终揭晓，乔伊、罗伯特、戴维和奥斯卡是因为埃德温娜·肯钦顿护士（艾琳·阿特金斯）之死而卷入进去的，她是恐吓者斯图尔特·斯查陈医生又名开心果先生的母亲。开心果恐吓果冻最甚，因为肯钦顿死的时候，他在给果冻的手（在手术出事故后被截掉）做手术的时候。戴维把她击倒，然后乔伊宣布她已经死了。这伙人放了把火掩盖他们的踪迹，然而肯钦顿醒转过来想要逃离。奥斯卡、乔伊和罗伯特阻止她从被 困的屋子里离开，但她不知怎样又存活了下来，在最后一集回到乌鸦岭找她的项链盒。在本剧的最后，开心果先生把乌鸦岭医院的一部分给炸了，当时大部分主要人物和肯钦顿都在里面，剧情揭晓是罗伯特拿到了那个项链盒。
第二季开始时，果冻先生、奥斯卡和奥斯卡的助手米迦勒，又叫“小贼”，参加开心果先生的葬礼。之后果冻接收了开心果的一袋遗物。